# Jean-François de Bourgoing
Il barone Jean-François de Bourgoing (Nevers, 20 novembre 1748 – Carlsbad, 20 luglio 1811) è stato un diplomatico, traduttore e scrittore francese.

## Biografia
Nato in una nobile famiglia nel Nivernais, Jean-François de Bourgoing era il figlio di Philippe de Bourgoing, scudiero, signore di Charly e Vernoy, e capitano, e di sua moglie Marie-Anne Marcellin, figlia di un consigliere del re di Gannat.
A dodici anni entrò nell'accademia militare di Parigi. Su consiglio di Joseph Paris Duverney, preside della scuola che era alla ricerca di futuri diplomatici, fu mandato a studiare legge all'Università di Strasburgo, con il professor Johann Reinhard Kugler, all'età di sedici anni. All'età di vent'anni è stato nominato ufficiale del reggimento di Auvergne e segretario alla legazione di Francia presso la Dieta di Ratisbona. Dopo aver commesso un errore grossolano in una lettera al segretario di Stato Choiseul, fu richiamato a Parigi e tornò al suo reggimento.
Probabilmente in quel periodo iniziò a scrivere, con il suo amico, Louis Alexandre Marie de Musset, marchese di Cogners, l'opera Correspondance de deux jeunes militaires o Mémoires du marquis de Lusigny et d'Hortense de Saint-Just, pubblicato a Parigi nel 1777, poi ristampato a Londra nel 1792 con il titolo: Les Amours d'un jeune militaire et sa Correspondance avec Mlle de Saint-Just. Questa è l'unica sua testimonianza nota nel campo letterario.
Nello stesso anno 1777, pubblicò la sua prima traduzione del De l'éducation des princes.
Il 1 ottobre 1777, Montmorin chiese a Vergennes il permesso di portarlo a segretario di legazione in Spagna. Dopo aver trascorso nove anni a Madrid, pubblicò un libro in cinque volumi nel 1789 relativo alla sua esperienza spagnola. Il libro è stato un successo perché è stato ristampato quattro volte. Continuò ad aggiungere note e dettagli in ogni edizione. Il libro ebbe un certo successo ed è stato tradotto in diverse lingue.
Nel 1788 venne nominato ministro plenipotenziario ad Amburgo, incarico che ha mantenuto fino al 1792.

### Ambasciatore in Spagna
Il 25 febbraio 1792, venne inviato in missione diplomatica in Spagna. Il primo ministro, Floridablanca, rifiutò di riconoscerlo come ambasciatore, cosa che fece il suo successore, il conte di Aranda.
Dopo aver appreso il rovesciamento di Luigi XVI, suggerì alla Spagna di unire le forze contro la Repubblica francese. La proposta è stata accolta piuttosto freddamente, portandolo quasi una condanna a morte; egli fu salvato dalla mediazione di Manuel Godoy.

### Negoziati di Camp Figueres
Durante il Terrore, fu costretto a lasciare la capitale, come nobile, è ritornò a vivere a Nevers, dove entrò a far parte del consiglio comunale. Grazie alla sua conoscenza del paese, alle sue reti di amicizia e di esperienza lo hanno reso un buon negoziatore con la Spagna.

### Ritorno alla diplomazia
Dopo il 18 brumaio, tornò al servizio diplomatico. Fu inviato come ambasciatore a Copenaghen nel dicembre del 1799, dove fu nominato membro dell'Accademia delle scienze di Copenaghen.
Poi, il 1 aprile 1801, si trasferì a Stoccolma, dove venne nominato membro dell'Accademia di belle arti di Stoccolma. Dal 1804, fu richiamato in Francia da Napoleone a causa di un errore diplomatico: in un discorso, suggerì che una monarchia avrebbe potuto essere ripristinata in Francia.
Venne inviato, nel 1807, a Dresda come inviato straordinario e ministro plenipotenziario del re Federico Augusto I di Sassonia, il quale lo accompagnava in diverse occasioni nei suoi viaggi in Polonia. Fu uno dei partecipanti al Congresso di Erfurt e uno dei firmatari del Patto di Varsavia nel 1809.
Nel 1786 sposò Marie Benoîte Joséphine Prévost de La Croix. Ebbero sette figli ma solo quattro raggiunsero l'età adulta:
- Armand Marc Joseph (27 dicembre 1786-26 febbraio 1839);
- Ernestine Therese Gasparine (21 maggio 1789-13 aprile 1870), sposò Étienne Jacques Joseph Macdonald, ebbero un figlio;
- Paul Charles (1791-1864);
- Louis Honoré (19 febbraio 1796-1864), sposò Anne-Victoire Billault, ebbero due figli.

Morì in un centro termale a Carlsbad, il 20 luglio 1811.